# Saturn (magazzini)
Saturn è una catena di distribuzione tedesca specializzata nell'elettronica e negli elettrodomestici di consumo. Appartiene insieme a Media Markt (in Italia MediaWorld) al gruppo Ceconomy, separatisi dal gruppo Metro.

## Storia
Saturn nasce in Germania nel 1961, ma si diffonderà in paesi di tutta l'Europa, tra cui in Paesi Bassi, Belgio, Lussemburgo, Francia, Polonia, Austria, Ungheria, Grecia e Turchia.
Il primo negozio Saturn italiano è stato aperto a Milano in Viale Certosa nel 2001.
Nella primavera 2014, poi, è stato annunciato il cambio di insegna di punti vendita Saturn in Italia in MediaWorld.
In Italia, l'ultimo punto vendita rimasto è stato quello nel Centro Commerciale Parco Leonardo di Fiumicino (Roma) che ha chiuso definitivamente il 15 giugno 2016 senza essere trasformato in MediaWorld, sancendo di fatto, l'abbandono definitivo in Italia dell'insegna Saturn.

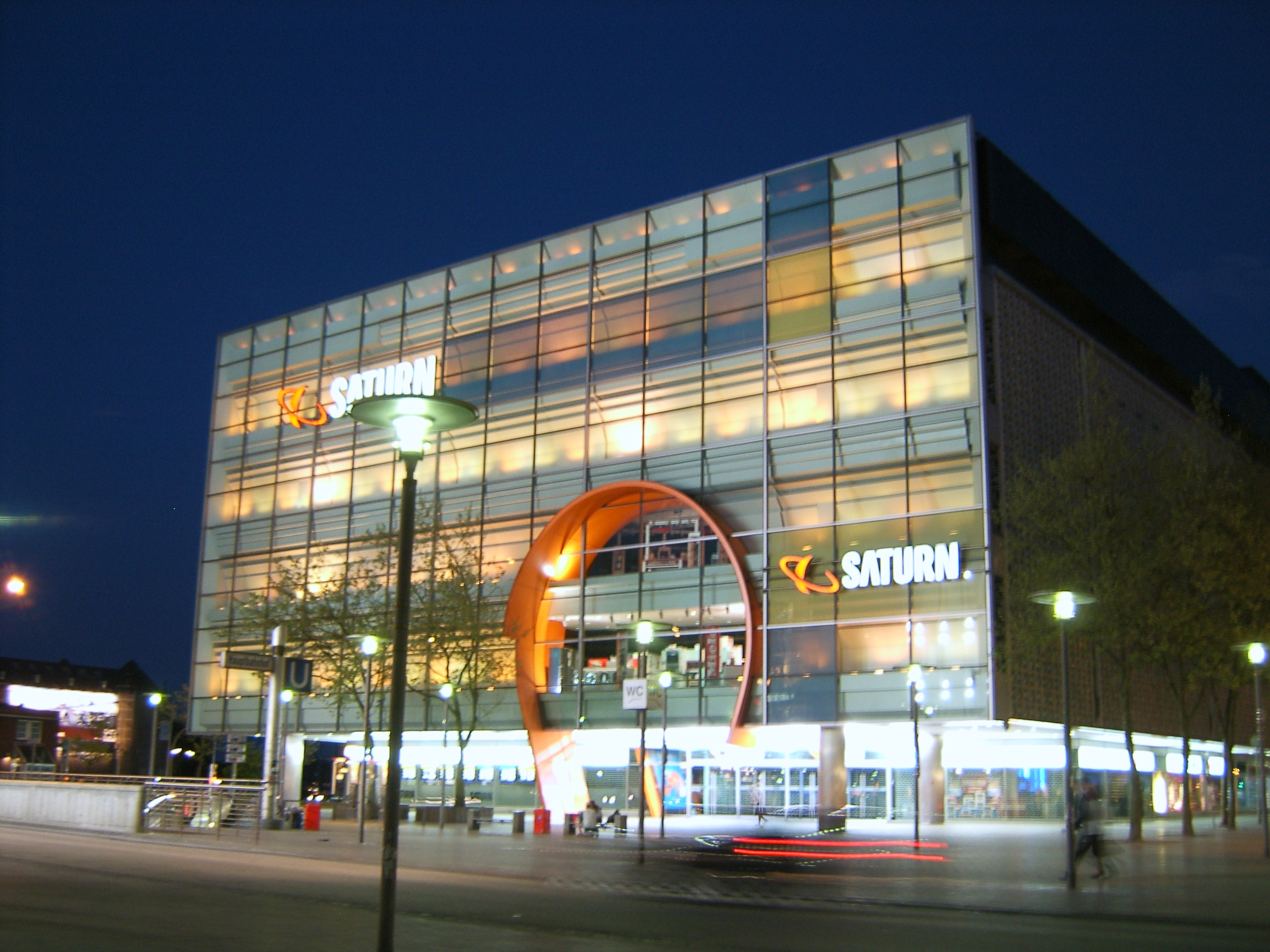
Un magazzino Saturn in notturna ad Amburgo, Germania

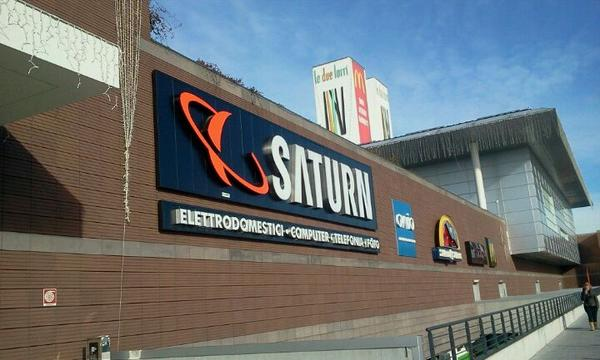
Saturn all'interno del centro commerciale di Stezzano, Italia

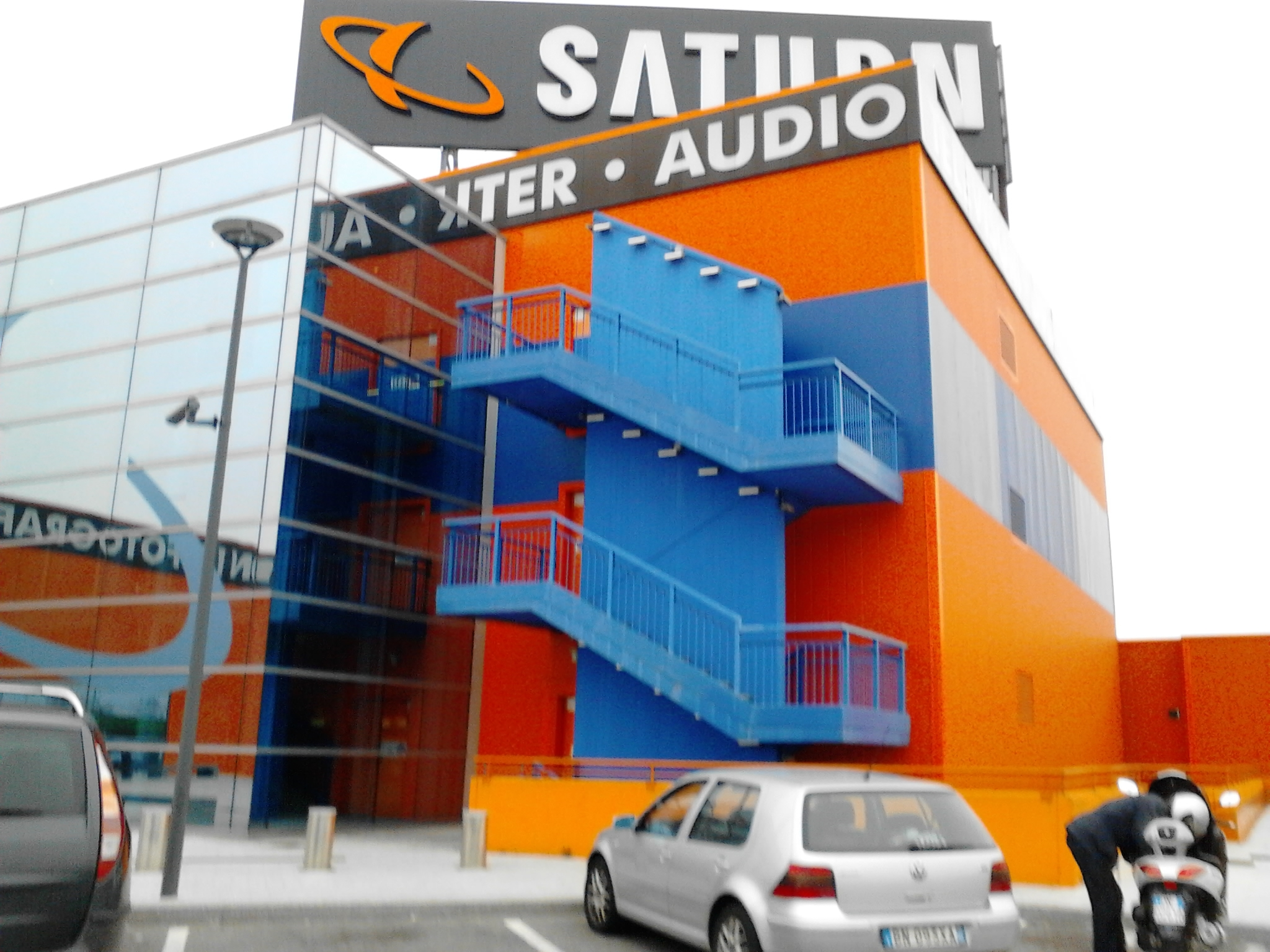
Negozio Saturn a Verano Brianza, Italia

## Rete di vendita
| Paese       | 1° negozio | Numero di negozi |
| ----------- | ---------- | ---------------- |
| Germania    | 1961       | 137              |
| Lussemburgo | 2008       | 2                |